# Hans Bethe
Hans Albrecht Bethe (2. července 1906, Štrasburk, Německo (dnes Francie) – 6. března 2005, Ithaca, New York, USA) byl jedním z nejvýznamnějších fyziků 20. století. Vysvětlil principy fungování termonukleárních reakcí ve hvězdách, podílel se na vývoji atomové bomby a byl známým bojovníkem proti šíření jaderných zbraní.

## Mládí
Bethe se narodil 2. července 1906 ve Štrasburku jako jediné dítě Albrechta a Anny Betheových. Jeho otec byl docentem fyziologie na Štrasburské univerzitě. Jeho matka byla protestantka, zatímco otec židovského vyznání. Bethe sám se nejdřív rovněž pokládal za žida, posléze ale přestal věřit a stal se ateistou.
V roce 1912 získal Betheho otec profesorské místo na univerzitě v Kielu, znovu se rodina stěhovala o 3 roky později, když byl Albrecht jmenován profesorem na univerzitě Johanna Wolfganga Goetheho ve Frankfurtu. Bethe zde navštěvoval gymnázium, jeho studium však bylo na několik let přerušeno, poté co se nakazil tuberkulózou. Školu dokončil v roce 1924.
Poté šel na univerzitu do Frankfurtu studovat chemii, avšak již dva roky na to přešel na Mnichovskou univerzitu, kde studoval fyziku pod vedením Arnolda Sommerfelda. Tématem jeho disertační práce byla difrakce elektronů na krystalech.

## Raná práce
Po dokončení doktorátu začal Bethe pracovat jako asistent ve Frankfurtu, ale nebyl zde spokojen, proto v roce 1929 přijal místo na Technische Hochschule ve Stuttgartu. Začal zde řešit problém kolize částic s hmotou a přišel na rovnici dnes nazývanou Betheho formule, která tento problém zjednodušuje.  Díky této práci se habilitoval.
V roce 1930 odešel na doporučení Sommerfelda do Cavendishovy laboratoře na univerzitě v Cambridgi, kde pracoval pod vedením R. H. Fowlera. Přišel zde na relativistickou formulaci Betheho formule. Již v té době byl znám svým velkým smyslem pro humor. Vytvořil například fiktivní vědeckou práci, kde počítal hodnotu konstanty jemné struktury z teploty absolutní nuly v Celsiově stupnici.  Jeho dalším pracovištěm se roku 1931 stal Řím, kde mu nabídl místo Enrico Fermi. Po odchodu z Itálie krátce pracoval v Mnichově jako docent. Vzhledem k tomu, že mluvil plynně anglicky, dohlížel na všechny anglicky mluvící postdoktorandy. V této době napsal článek o kvantově mechanickém pohledu na atomy vodíku a helia. Další článek se týkal elektronů v kovech. Tento článek položil základy pozdější polovodičové fyzice. S Fermim napsal při dalším pobytu v Itálii článek o kvantové elektrodynamice, která popisuje relativistické interakce nabitých částic.
Roku 1932 přijal místo asistenta profesora na univerzitě Tübingen, profesorem experimentální fyziky byl Hans Geiger. Po nástupu NSDAP k moci ale Bethe kvůli svému židovskému původu o místo přišel. Geiger mu odmítl pomoci, ale Sommerfeld ho znovu zaměstnal v Mnichově.
V roce 1933 ale Bethe emigroval do Anglie a díky Sommerfeldově známosti s Williamem Braggem získal práci na The University of Manchester, kam odešel se svým přítelem Rudolfem Peierlsem, který rovněž kvůli židovskému původu přišel v Německu o práci. Poté, co Maurice Goldhaber a James Chadwick objevili fotodisintegraci deuteria, dostali Peierls a Bethe za úkol tento jev teoreticky vysvětlit, což dokázali během čtyřhodinové jízdy vlakem.  Bethe tento jev zkoumal i v následujících letech.
V roce 1934 získal na doporučení Lloyda Smithe místo profesora na Cornellově univerzitě, která sháněla nového teoretického fyzika, ještě předtím ale krátce pracoval na University of Bristol, kde působil Nevill Mott a v Kodani v institutu Nielse Bohra.

## Spojené státy americké
Do USA odcestoval v roce 1935. Cornellova univerzita tehdy budovala novou skupinu fyziků a potřebovala experimentátora. Bethe doporučil Roberta Bachera. Rovněž byla najat Stanley Livingston aby na univerzitě vybudoval urychlovač částic. Krátce na to dostal nabídku z Univerzita Illinois v Urbana Champaign, ale Cornell mu dvakrát zvýšil plat a Bethe proto zůstal. Na Cornellově univerzitě publikoval společně s Livingstonem a Bacherem sérii článků o tom co víme o jaderné fyzice. 
V roce 1938 se zúčastnil čtvrté výroční konference o teoretické fyzice ve Washingtonu na níž vystoupili George Gamow a Subrahmanyan Chandrasekhar, John von Neumann, Gregory Breit nebo Edward Teller. Bethe nejprve účast odmítl, jelikož se v té době o hvězdnou nukleosyntézu, která byla tématem nezajímal, ale Teller ho k účasti přemluvil. Jeden z řečníků Bengt Strömgren uvedl na konferenci co je známo o teplotě, hustotě a chemickém složení Slunce a nabádal fyziky, aby přišli s vysvětlením, jak Slunce funguje. Gamow a Carl Friedrich von Weizsäcker navrhli, že ve Slunci probíhá proton-protonová reakce. Nedokázali ale vysvětlit vznik prvků těžších než helium. Bethe se začal otázkou reakcí ve hvězdách zabývat a s Charlesem Critchfieldem objevil ještě do skončení konference reakce při nichž vznikají těžší prvky. Po návratu na Cornell objevil rovněž CNO (uhlík-dusík-kyslík) cyklus. Po Křišťálové noci měl stále větší obavy o matku, která zůstala v Německu. Využil proto peníze získané za článek o CNO cyklu, který vyhrál cenu pro nejlepší článek o sluneční a hvězdné energii, a pomohl matce. Tento Betheho článek znamenal přelom v chápání hvězd a Bethe za něj získal Nobelovu cenu pro rok 1967. V roce 1939 se oženil s Rose Ewald. Měli spolu dvě děti.  1941 získal americké státní občanství.

## Projekt Manhattan
Poté, co vypukla druhá světová válka, se Bethe začal podílet na válečných projektech, avšak do zisku občanství byl prohlášen za neschopného práce. S Tellerem ale pracovali na teorii rázových vln generovaných při průchodu projektilu skrz plyn. Dále se zabýval problematikou obrněných jednotek, ale tato práce mu byla zakázána, jelikož ještě nebyl občanem USA.
Po obdržení občanství a bezpečnostní prověrky pracoval v radiologických laboratořích Massachusettského technologického institutu, kde vynalezl nový typ vlnovodu používaný v radarech a na Kalifornské univerzitě v Berkeley, kde se setkal s Robertem Oppenheimerem a začal pracovat na atomové bombě. Diskutovali o možnosti použití plutonia a uranu. Teller rovněž představil svůj návrh superbomby a pověřil Betheho výpočtem, zda by tato zbraň mohla zapálit dusík v atmosféře. Bethe dokázal, že to není možné.
Po dokončení tajných objektů v Los Alamos se Bethe stal vedoucím teoretické skupiny, nejmenší avšak nejprestižnější divize. To podráždilo zkušenější kolegy Tellera a Blocha. Zvláště Teller měl se skupinou Betheho řadu sporů, což vedlo k přeřazení Tellerovy skupiny přímo pod Oppenheimera. Bethe pracoval na problematice štěpné bomby založené na uranu, počítal kritické množství pro explozi a spolu s Richardem Feynmanem rovněž určili rovnici pro explozivní výtěžek bomby. V roce 1944 se skupina přeorientovala na problémy spojené s implozí plutoniové bomby. Pracoval například na hydrodynamických aspektech imploze. První úspěšný jaderný test proběhl v červenci 1945.

## Vodíková bomba
Po válce, když se začalo pracovat na silnější termojaderné bombě, Bethe argumentoval, že by tato neměla být vyrobena. Ale projekt již běžel na příkaz z vyšších míst a Bethe sehrál ve vývoji nové zbraně klíčovou roli, přesto ještě těsně před dokončením věřil, že sestrojit tuto zbraň bude nemožné. Později Bethe vypovídal ve prospěch Oppenheimera v politickém procesu. Naopak Edward Teller vypovídal proti i přes Betheovu snahu ho přesvědčit k výpovědi ve prospěch Oppenheimera. I kvůli tomuto svědectví byla Oppenheimerovi odňata bezpečnostní prověrka. Tato epizoda trvale poznamenala vztah mezi oběma vědci.

## Pozdější práce
V roce 1947 se Bethe vrátil na Cornell, kde vysvětlil Lambův posun ve spektru vodíku, čímž položil základ pro rozvoj moderní kvantové elektrodynamiky. O rok později byl podepsán pod takzvaným alfa-beta-gama modelem předpovídajícím reliktní záření, označovaným podle příjmení uvedených autorů Alphera, Betheho a Gamowa.  Bethe se na práci ovšem nepodílel, byl uveden proto, aby jména autorů připomínala první tři písmena řecké abecedy. Další z autorů, Robert Herman, byl kvůli nevyhovujícímu jménu vynechán zcela (podle Gamowa se měl nechat přejmenovat na Deltera, ale odmítl).
Později se věnoval výzkumu v astrofyzice, zejména supernovám, neutronovým hvězdám a černým dírám. Studoval gravitačního kolaps hvězd.  V roce 1985 napsal důležitý článek na téma chybějících solárních neutrin, kdy pomohl vymyslel mechanismus konverze z elektronového na mionové neutrino. Tento efekt, tedy oscilace neutrin byla skutečně pozorována těsně před jeho 95 narozeninami na Sudbury Neutrino Observatory. 
Roku 1996 pomohl Bethe Kip Thorneovi s výpočty ohledně nového vznikajícího projektu na interferometrickou detekci gravitačních vln LIGO. Výsledkem byla práce vydaná o dva roky později týkající se evoluce binárních systémů. 
Zemřel 6. března 2005 v Ithace na selhání srdce. Bylo mu 98 let.
Je po něm pojmenována planetka (30828) Bethe.